# Saint-André (Savoia)
Saint-André è un comune francese di 491 abitanti situato nel dipartimento della Savoia della regione dell'Alvernia-Rodano-Alpi.

## Società

### Evoluzione demografica
Abitanti censiti